# Speyerer Grün

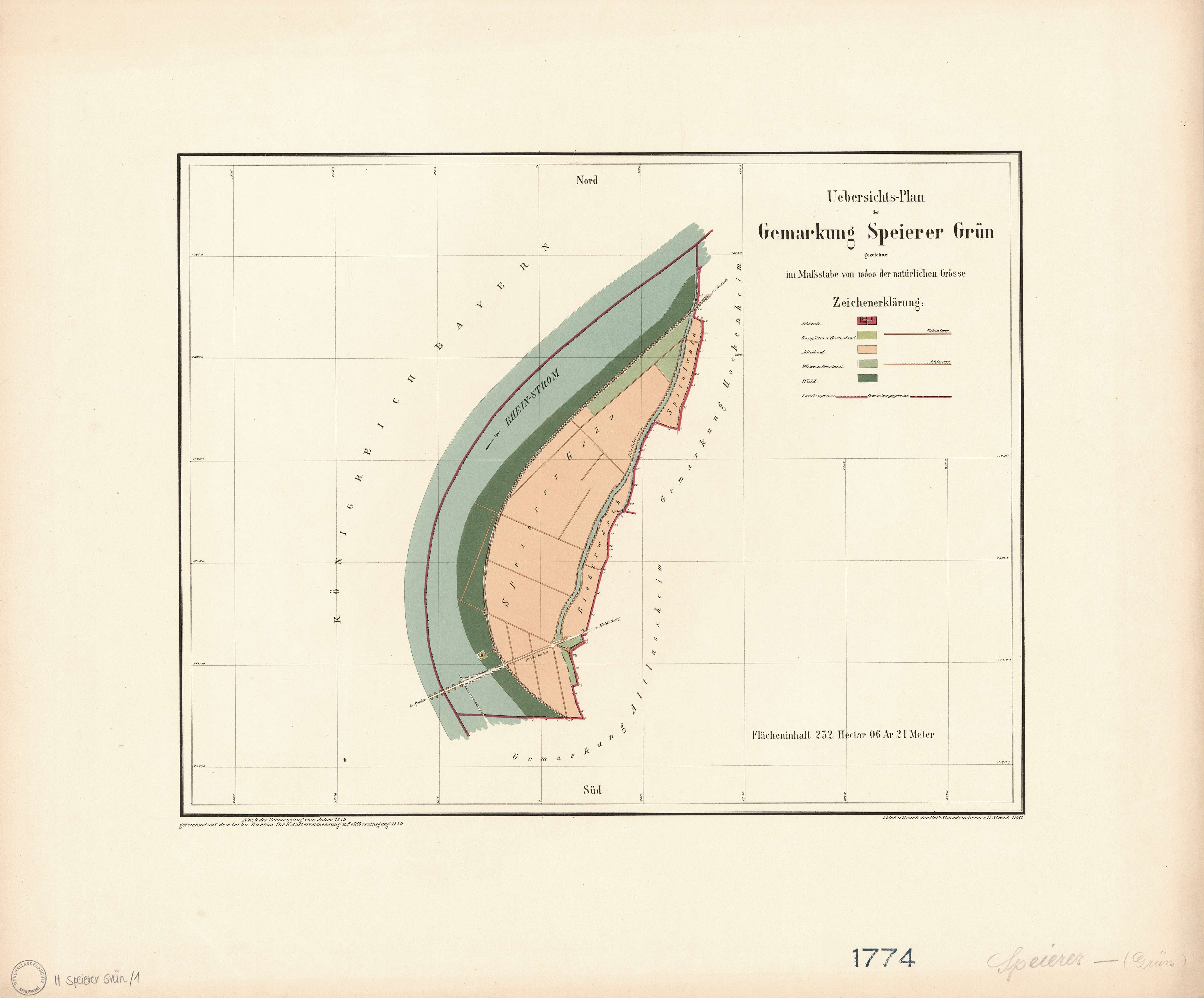
Gemarkungsplan von 1880

Speyerer Grün war als eigenständige Gemarkung ein gemeindefreies Gebiet im heutigen Rhein-Neckar-Kreis im Nordwesten von Baden-Württemberg.

## Lage und Größe
Speyerer Grün grenzte im Westen an den Rhein, früher Landesgrenze zwischen der bayrischen Pfalz und Baden, heute zwischen Rheinland-Pfalz und Baden-Württemberg, im Osten an einen schmalen früheren Altrheinarm, der im Süden mittlerweile trockengefallen ist, im Norden den Bach Oder führt. Hier lagen im Nordosten die Gemarkung Hockenheim und im Südosten und Süden Altlußheim. Das unbewohnte Gebiet gehörte verwaltungsmäßig zum Amtsbezirk Schwetzingen und hatte eine Größe von etwas über 232 Hektar.

## Geschichte

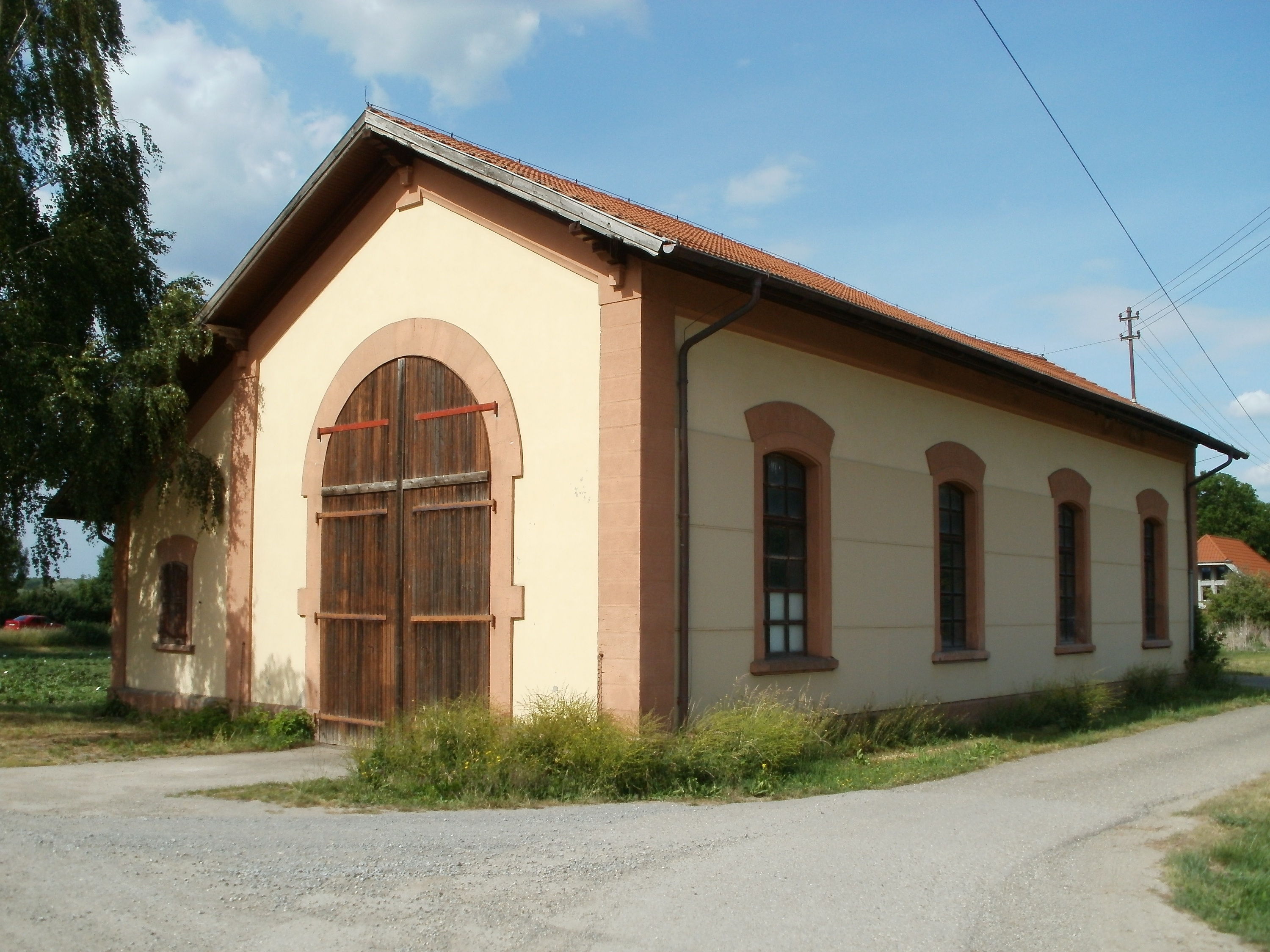
Historischer Lokschuppen Lußhof, stillgelegt 1955

Speyerer Grün entstand nach dem Ende des Ersten Koalitionskrieges, als beim Rastatter Kongress 1799 beschlossen worden war, dass das linke Rheinufer an Frankreich abgetreten werden solle. Dadurch wurde das rechtsrheinische Gebiet der Stadt Speyer abgetrennt. Hatte sich zunächst Kurpfalz für eine Zuteilung eingesetzt, wurde dies mit deren Auflösung aufgrund des Reichsdeputationshauptschlusses 1803 hinfällig. Es war absehbar, dass das Gebiet der zum Kurfürstentum aufgewerteten Markgrafschaft Baden zufallen würde, ein endgültiger Beschluss fiel aber erst nach dem Wiener Kongress 1815. Im Gegensatz zu anderen rechtsrheinischen Teilen der Speyerer Stadtgemarkung, die den angrenzenden Ortschaften zugesprochen wurden, wurde Speyerer Grün, das in staatlichen Besitz gekommen war, als eigene Gemarkung und gemeindefreies Gebiet ausgewiesen. Beim Bau der Bahnstrecke Heidelberg–Speyer 1873 wurde die Trasse durch den südlichen Teil des Speyerer Grüns geführt, der Bahnhof Altlußheim, später Lußhof, und der zugehörige Lokschuppen wurden östlich davon auf Altlußheimer Gemarkung errichtet.
In der Badischen Gemeindeordnung von 1921 war die Auflösung der gemeindefreien Gebiete festgelegt worden. Am 1. April 1929 wurde Speyerer Grün aufgeteilt: Altlußheim erhielt 164 Hektar, Hockenheim 68 Hektar zugesprochen.

## Speyerer Grün heute

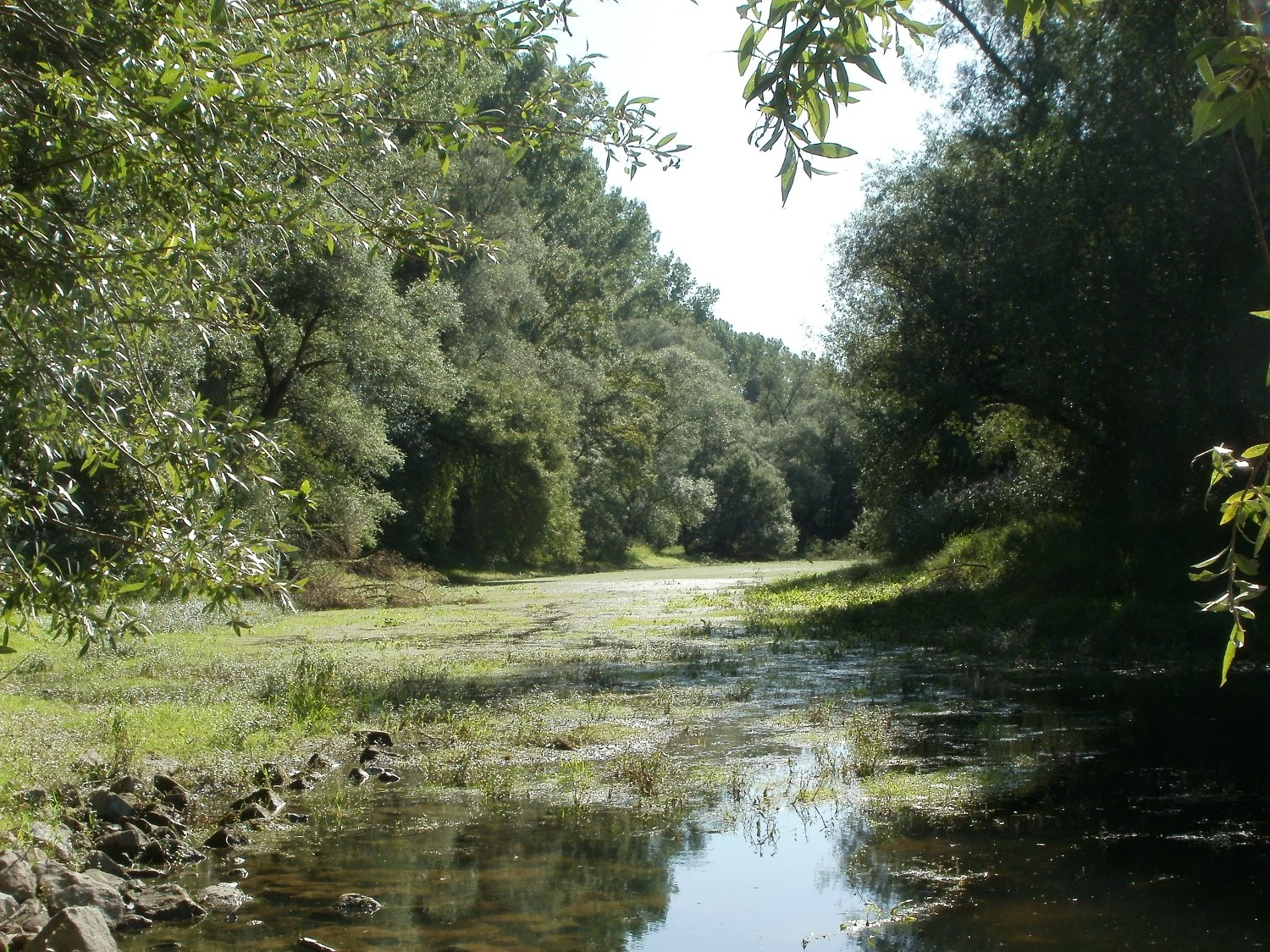
Im NSG Speyerer Grün

Nach der Aufteilung entstanden in der Altlußheimer Hälfte in loser Gruppierung mehrere landwirtschaftliche Gehöfte, ein Hotel und einige Wohnhäuser, die unter der Bezeichnung Lusshof als Wohnplatz eingestuft sind. Der Hockenheimer Teil blieb unbebaut. Einige Naturschutzgebiete, von denen eins ebenfalls den Namen Speyerer Grün trägt, sind als Teil des NSG Hockenheimer Rheinbogens ausgewiesen.